# Oignies
Oignies település Franciaországban, Pas-de-Calais megyében. Lakosainak száma 10 260 fő (2022. január 1.). Oignies Libercourt, Ostricourt, Wahagnies, Carvin, Courrières, Dourges és Hénin-Beaumont községekkel határos.

## Népesség
A település népességének változása:
| Lakosok száma | 9712 | 9632 | 9744 | 9767 | 9841 | 9993 | 10 130 | 10 210 | 10 260 |
|               | 2013 | 2015 | 2016 | 2017 | 2018 | 2019 | 2020   | 2021   | 2022   |